# Flap Your Wings
Flap Your Wings è un brano musicale del rapper statunitense Nelly, pubblicato come primo singolo estratto dall'album Sweat il 27 luglio 2004.

## Tracce
CD Promo Universal MCSTDJ40379
1. Flap Your Wings - 4:03

CD Single Universal UNIR 21270-2
1. Flap Your Wings (Clean) - 3:56
2. Flap Your Wings (Album Version) (Clean) - 4:04
3. Flap Your Wings (Album Version) (Dirty) - 4:04
4. Flap Your Wings (Instrumental) - 4:04

## Classifiche
| Classifica (2004)      | Posizione più alta |
| ---------------------- | ------------------ |
| U.S. Billboard Hot 100 | 52                 |